# Irukandji-kwallen

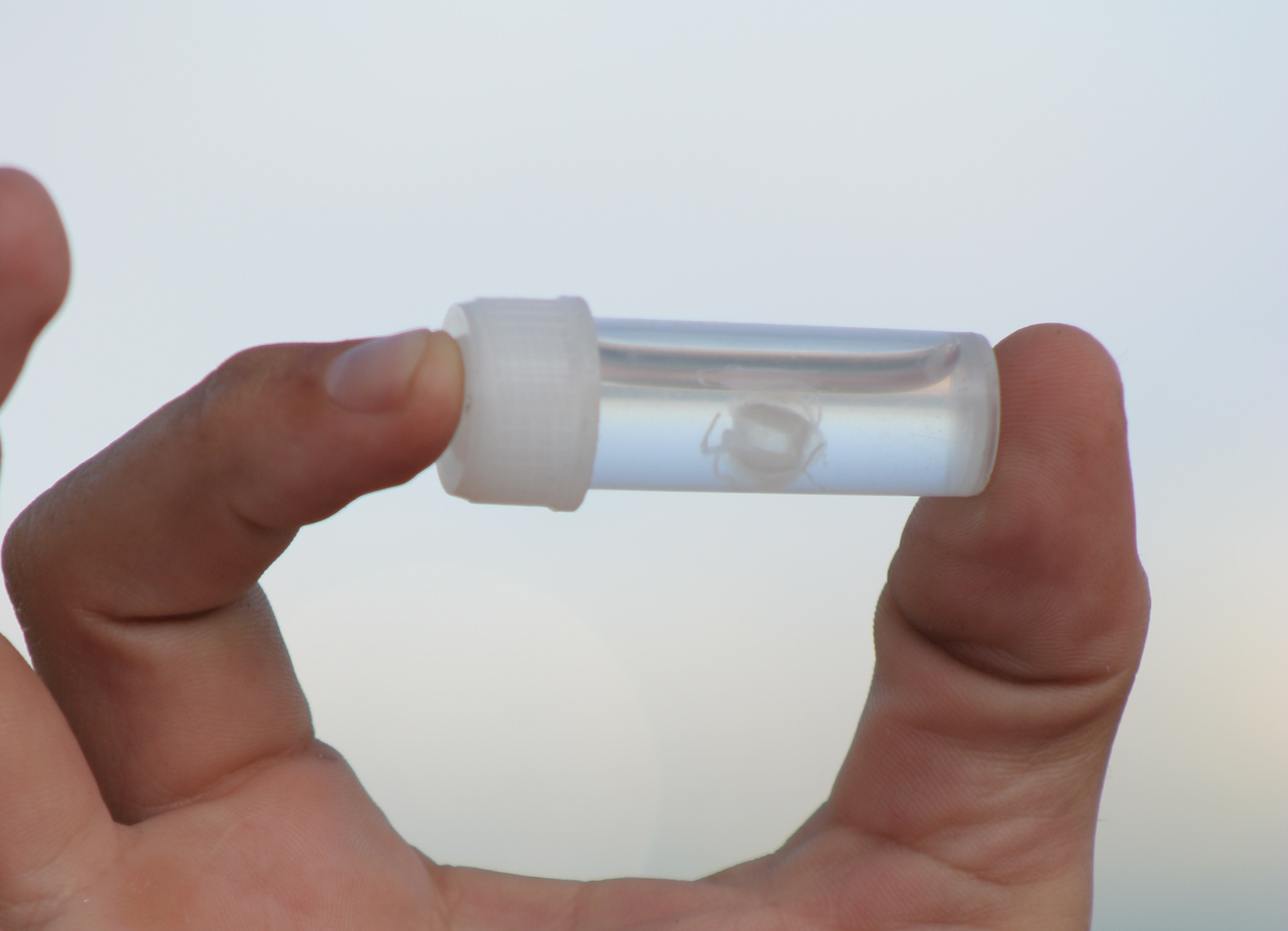
Malo kingi in een plastic buisje. Alle irukanji-kwallen hebben een vergelijkbaar uiterlijk.

De irukandji-kwallen zijn een aantal nauw verwante, extreem giftige kubuskwallen. Alle soorten vallen in de familie Carybdeidae. Ondanks hun kleine omvang – de volwassen meduse bereikt een grootte van ongeveer 1 kubieke centimeter – worden deze kwallen beschouwd als een van de giftigste dieren op aarde. Irukandji-kwallen komen vooral voor in de noordelijke kustwateren van Australië. Er zijn ongeveer zestien soorten bekend, waarvan Carukia barnesi, Malo kingi, Malo maxima en Malo filipina het best zijn beschreven.

## Beschrijving
Irudakandji-kwallen worden vooral aangetroffen in Noord-Australische wateren en in het Groot Barrièrerif. Ze hebben de grootte van een vingernagel, vier tentakels met lengte tussen 5 en 50 cm en zijn nauwelijks zichtbaar in water omwille van hun grootte en het feit dat ze zo goed als doorzichtig zijn. Ze wijken af van andere kubuskwallen, omdat ze niet alleen netelcellen in hun tentakels hebben, maar ook op de zwemklok. Op deze manier vergroot de kwal de kans op het dodelijk treffen van een prooi.

## Steek
Zowel badgasten als duikers die zich in diepere wateren wagen kunnen in aanraking komen met de irukandji en bijgevolg het slachtoffer van een steek worden. Omdat het gif van de irukandji zich, in tegenstelling tot dat van andere kwallen, enkel in de kop van de stekels bevindt, scheidt het zich zeer traag af. Het duurt zo'n 20 minuten voor de eerste symptomen de kop op steken. Een zeer sterk verhoogde bloeddruk, ondraaglijke pijn in ongeveer alle spieren van het lichaam, misselijkheid en eventueel vochtophoping in de longen zijn de voornaamste symptomen die zich voordoen indien men op enigerlei wijze gestoken is door de irukandji. De enige medische behandeling die mogelijk is, bestaat uit het onderdrukken van de symptomen, aangezien er nog geen tegengif beschikbaar is.

### Sterfgevallen
Er zijn minstens twee bevestigde sterfgevallen bekend ten gevolge van de steek door een irukandji. Het ging in beide gevallen om toeristen; een Brit overleed nadat hij gestoken werd tijdens het zwemmen in de buurt van Hamiltoneiland in Queensland en een Amerikaanse toerist stierf nadat hij gestoken was toen hij snorkelde in het Groot Barrièrerif. Beide gevallen deden zich voor in 2002.
Op 10 december 2010 kwam er bericht van een nieuw (Nederlands) slachtoffer dat gewond was geraakt door de kwal in Australië.
 Op 30 december 2022 werd een Nederlander, woonachtig in Airlie beach, gestoken bij Boathaven onder de locals, ook wel New Haven genoemd. Het slachtoffer is volledig hersteld.